# Polúkhino
Polúkhino (en rus: Полухино) és un poble de l'óblast de Saràtov, a Rússia, segons el cens del 2010 tenia 13 habitants. Pertany al districte municipal d'Arkadak.